# Triune Brain

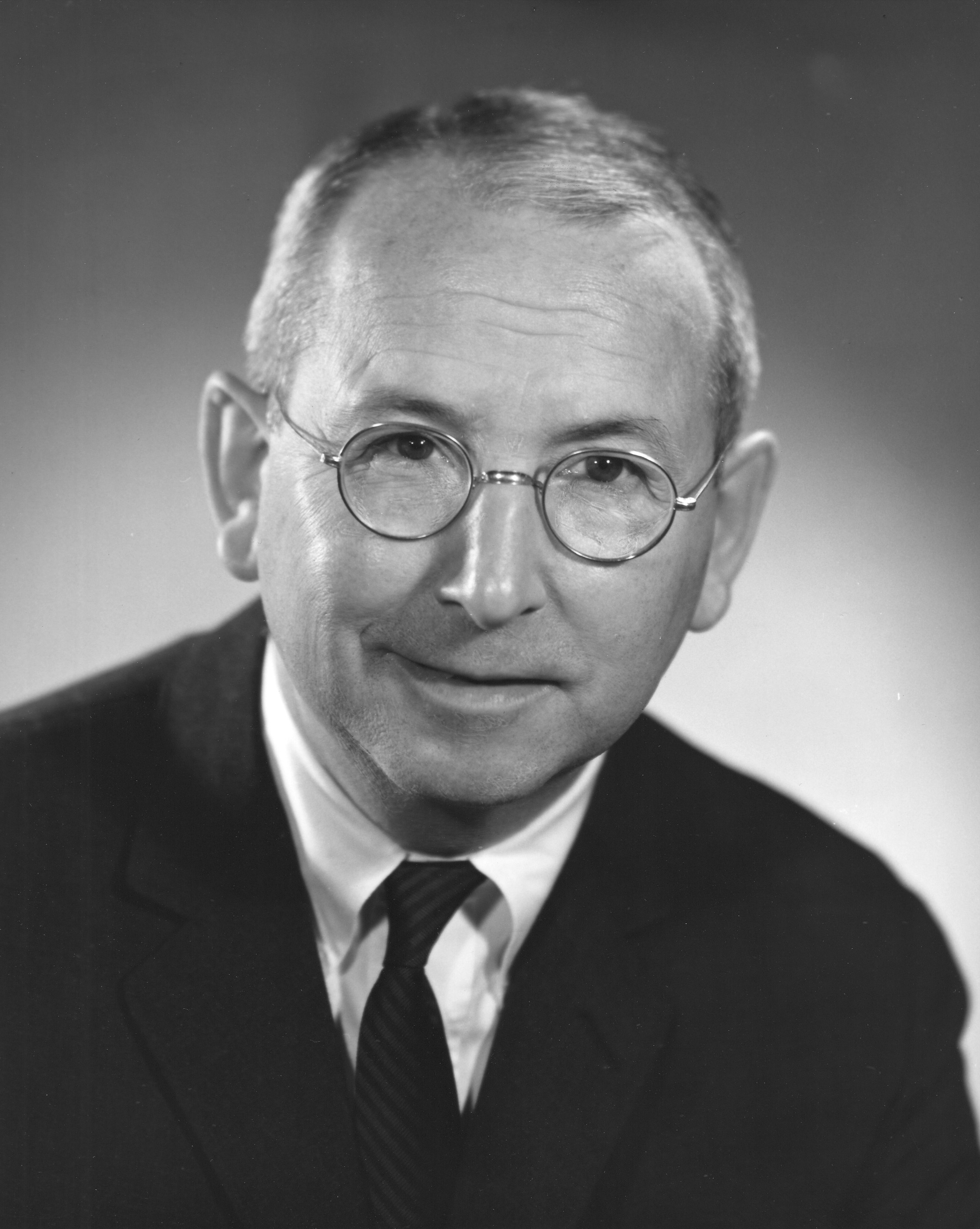
Paul MacLean

Triune Brain ("cervello trino", dall'inglese) è un modello della struttura e dell'evoluzione dell'encefalo, ormai considerato superato, elaborato da Paul Donald MacLean.

## La teoria
Secondo MacLean vi sono tre formazioni anatomiche distinguibili in:
- R-complex
- Sistema limbico
- Neocortex

Ognuna di queste strutture è adibita a determinate funzioni; queste funzioni furono tradotte in operatori.
R-complex (o cervello rettiliano): si occupa dei bisogni e degli istinti innati nell'uomo; gli operatori rettiliani sono i seguenti: specifico, sessuale, territoriale, gerarchico, temporale, sequenziale, spaziale e semiotico.
Nel sistema limbico (o cervello paleomammaliano) agisce l'emotività dell'individuo; infatti questa struttura contiene prevalentemente operatori emozionali: fobico, aggressivo, cura della prole, richiamo materno, innamoramento, ludico.
Il neo-cortex (o cervello neomammaliano) è la sede degli operatori specifici che caratterizzano l'essere umano: olistico, riduttivo, generalizzatore, causale, binario, emotivo.
L'R-complex risiede nel diencefalo, nel mesencefalo e nella parte iniziale del telencefalo. A livello strutturale il sistema limbico è costituito dai bulbi olfattivi, il setto, il fornice, l'ippocampo, l'amigdala, il giro del cingolo, i corpi mammillari. La struttura neocorticale è formata da materia neuronale.